# Cansado
Cansado est une cité minière construite dans les années 1960 par la Société des Mines de Fer de Mauritanie (MIFERMA aujourd'hui la SNIM) pour loger son personnel. Elle est située entre la ville de Nouadhibou dont elle dépend et le port minéralier de Point central, à proximité du cap Blanc.